# Letrismo
El letrismo fue un movimiento poético de vanguardia. Su creador, el poeta rumano Isidore Isou, publicó un manifiesto en 1945, en el que trabajó desde 1942, en el cual propugnó por un nuevo tipo de poesía atenta solo al valor sonoro de las palabras, que no a su significado. Este manifiesto comenzó a circular en su país natal, para posteriormente arribar a París, donde el letrismo vería su mayor desarrollo.
El letrismo fue continuación de movimientos artísticos anteriores, como el futurismo ruso, el futurismo italiano y el dadaísmo. Sus cultores creaban construcciones sonoras en las que solo el valor estético de las palabras, las sílabas o incluso las onomatopeyas sin valor imitativo eran tomadas en cuenta, con lo cual acercaban la poesía a la música. Posteriormente, los cultores del letrismo intentaron que su movimiento abarcara todas las artes.